# Palazzo delle Orsoline (Parma)

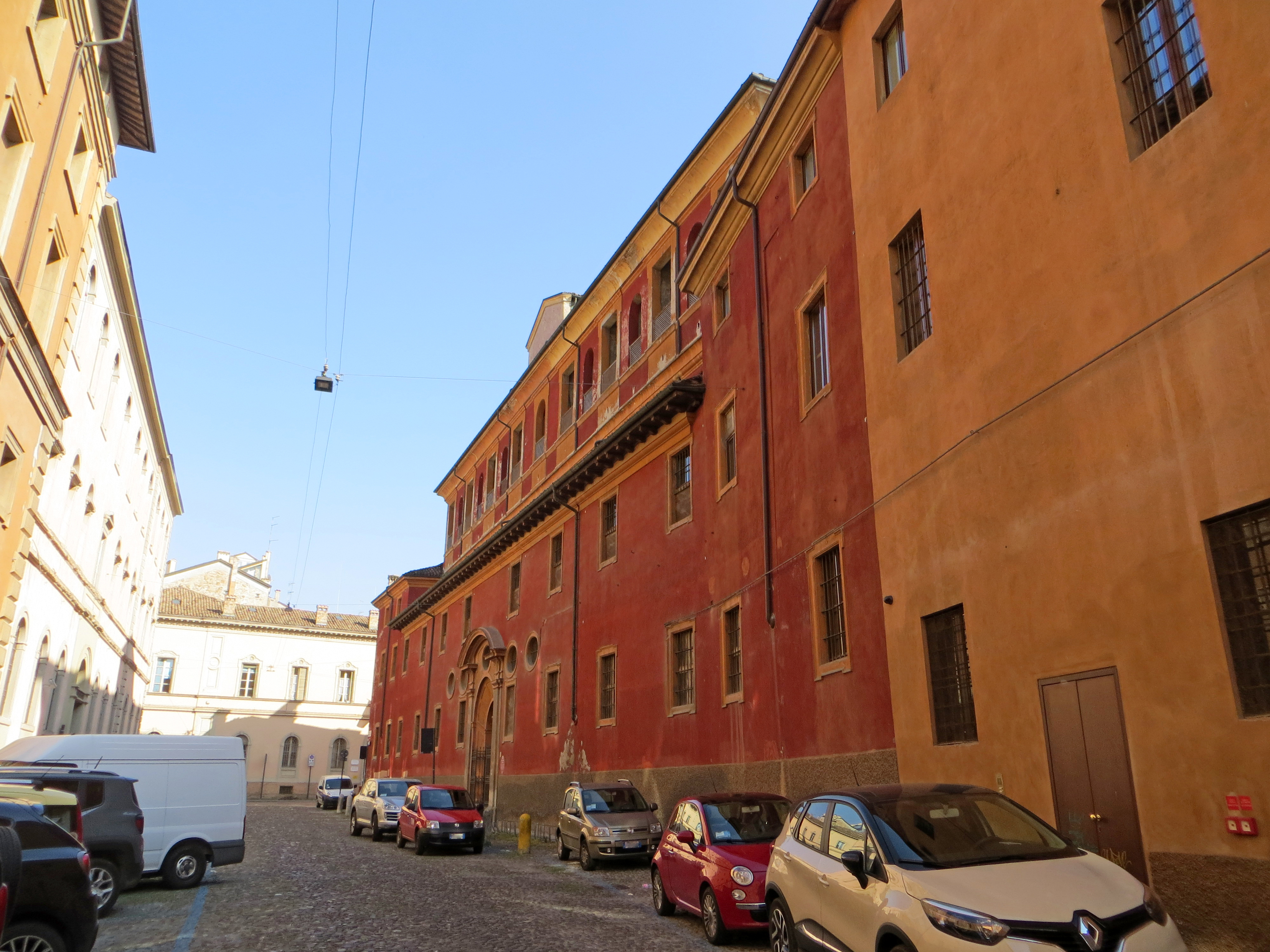
Palazzo delle Orsoline in Parma, Hauptfassade

Der Palazzo delle Orsoline ist ein Barockpalast in Parma in der italienischen Region Emilia-Romagna. Er liegt im Borgo Orsoline 2 und beherbergt das Mutterhaus der Ursulinen.

## Geschichte
Der Palast wurde ab 1676 auf einem Grundstück errichtet, in dessen Besitz die Ursulinen dank einem Vermächtnis der Gräfin Mamiani nach dem Abriss der früheren Kirche Sant’Anastasio im Jahre 1653 kamen. Die Arbeiten, die unter Mithilfe des herzoglichen Hofes eingeleitet wurden, wurden nach den architektonischen und funktionalen Normen für den Bau von Jesuitenkollegen begonnen, und zwar an der Südwestseite des großen Gebäudes, wobei auch benachbarte Gebäude im Inneren desselben Blocks einbezogen wurden.
Der Palast wurde 1722 mit dem Bau der vier rechteckigen Baukörper um den Garten in der Mitte fertiggestellt.
In den folgenden Jahrzehnten wurden die wertvollen Innenräume fertiggestellt, insbesondere die Kapellen.
1808 ließ die Prinzessin Maria Antonia von Bourbon-Parma, Tochter des Herzogs Ferdinand I., die 1802 Novizin der Ursulinen geworden war, eine Uhr am Aufbau des Palastes montieren. Ebenso gelang es ihr, die Auflösung des Ordens in der napoleonischen Zeit zu verhindern, da dieser 1810 eine Schule für externe Schüler im Inneren des Palastes eröffnete.
Nach der Einigung Italiens riskierte das Kolleg erneut die Auflösung, da es nicht den nationalen Bildungsplänen entsprach, aber es gelang ihm, zu überleben, da es 1886 die juristische Form einer Ordensgemeinschaft annahm.
In dem Gebäude waren jahrzehntelang neben einer Mittelschule und einem klassischen Gymnasium die Grundschule Sant’Orsola (heute paritätische Grundschule „Edith Stein“) untergebracht, bevor sie 1961 in die Via De Giovanni verlegt wurde, wo sie bis 2013 durch die Ursulinen verwaltet wurde.
Der Palast, in dem ab 1951 auch das Kolleg für Universitätsstudentinnen untergebracht war, behielt diese Funktion bis zum Beginn des 21. Jahrhunderts, als langdauernde und komplexe Sanierungs- und Restaurierungsarbeiten der Innenräume eingeleitet wurden, die erst 2011 abgeschlossen wurden und zahlreichen Räumen des Palastes ihren ursprünglichen Glanz zurückgaben. Seit dem folgenden Jahr war das Kolleg erneut in seinen 30 Studentenzimmern außerhalb der Universität untergebracht.

## Beschreibung

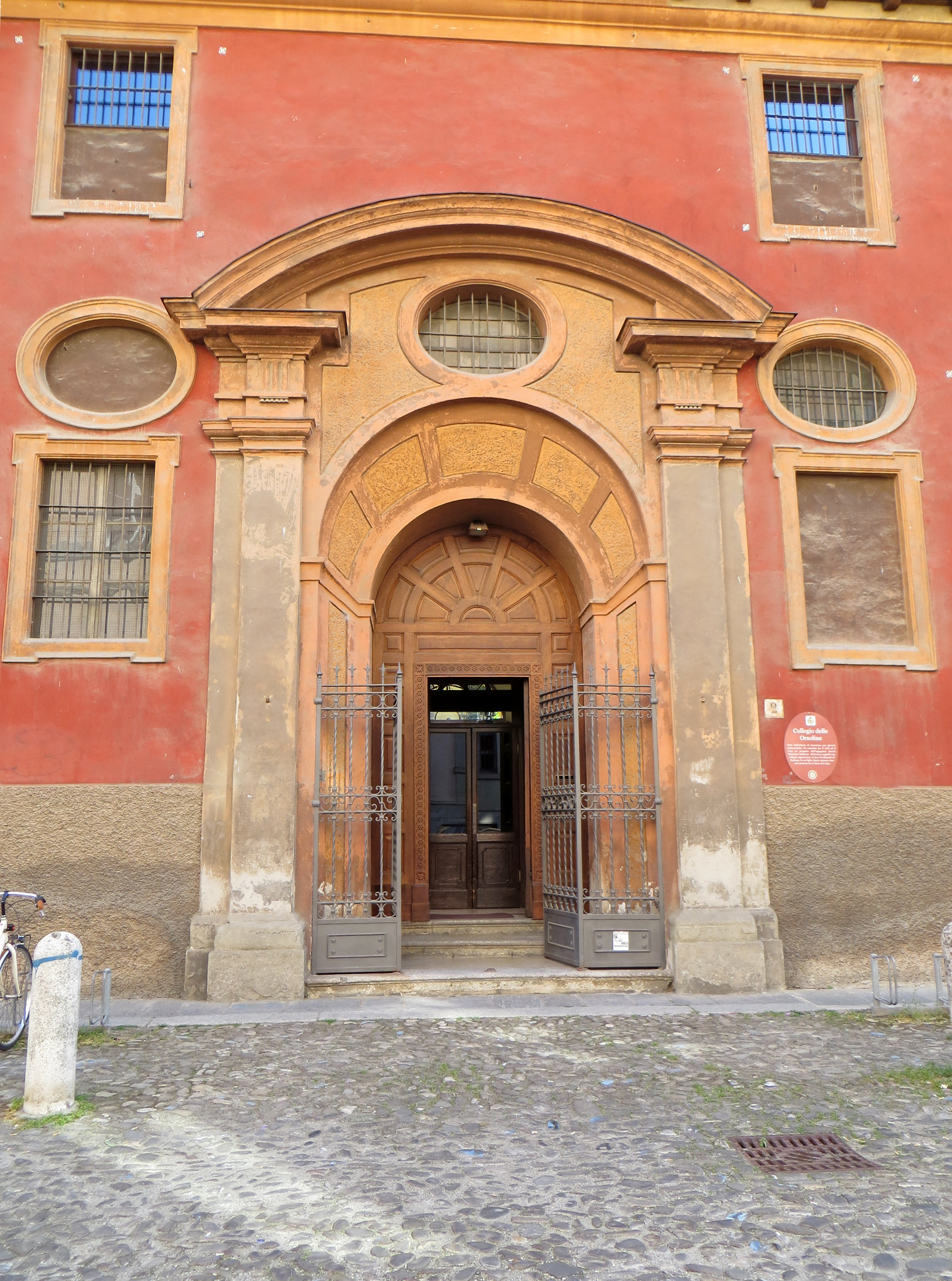
Eingangsportal

Der Palast ist in zwei Hauptbaukörper unterteilt: Der ältere im Südwesten ist um einen rechteckigen Innenhof herum angelegt, wogegen der jüngere regulär und symmetrisch um einen großen Hof herum angelegt ist, der als Garten dient.
Die Hauptfassade und die zur Strada Cavestro hin stechen durch ihren Putz, ihre bordeauxrote Farbe und zahlreiche Fenster mit gelben Barockrahmen heraus. Zu ihren Kennzeichen zählen auch die gerundeten Ecken und vor allen Dingen das große Eingangsportal, bei dem es, umgeben von einigen ovalen Fenstern, dank seines perspektivischen Effektes so scheint, als würde ihm ein langer Korridor mit Tonnengewölbedecke vorausgehen. An der Eingangsfassade erhebt sich über dem Dach ein höherer Baukörper, der sich zum Innenhof hin mit einer eleganten Loggia öffnet und auf dem die alte Uhr aus dem 19. Jahrhundert angebracht ist.
Durch einen großen Empfangssalon, in dem auf einer Steintafel die Besuche von Papst Pius VII. in den Jahren 1804, 1805, 1814 und 1815 vermerkt sind, gelangt man in den Korridor, der zum Innenhof in der Mitte hin offen ist. Im Erdgeschoss liegen die Räume für das Kolleg: Zwei Refektorien (darunter das Refettorio delle Educande (dt.: Schülerinnenrefektorium), das vollständig mit einem Landschaftszyklus verziert ist), Arbeitsräume, Ruheräume und zwei Kapellen, ebenso wie Zimmer der Schülerinnen, was damals einzigartig war.
Im ersten Obergeschoss liegen die wertvolleren Räume, die außer durch ihre größeren Ausmaße auch durch ihre doppelte Raumhöhe gekennzeichnet sind. Hier finden sich weitere drei Kapellen, darunter die Cappella Maggiore, und der Sala dell’Anunciazione (dt.: Verkündigungssaal), der reich an Malereien aus dem 16. bis 19. Jahrhundert ist.
Im obersten Geschoss, im Inneren des hohen Eingangsgebäudes, sind die alten Trockengestelle noch vorhanden.
Insgesamt zeigen fast alle wichtigen Innenräume bemerkenswerte alte Zeugnisse. In den Archiven sind Arbeiten der wichtigsten Künstler Parmas aus dem 17. bis 19. Jahrhundert verzeichnet, darunter die von Alessandro Bernabei, Vincenzo Spisanelli, Antonio Bresciani, Giovanni Bolla, Giovan Battista Borghesi und Francesco Scaramuzza.

### Die Kapellen

#### Cappella dei Martiri (dt.: Märtyrerkapelle)
Die kleine Kapelle im Erdgeschoss wurde 1802 geschaffen. In ihrem Inneren sind Reliquien zahlreicher Heiliger aufbewahrt, darunter ein Fragment des Heiligen Kreuzes.

#### Cappella dell’Immacolata (dt.: Kapelle der unbefleckten Empfängnis)
Die kleine Kapelle im Erdgeschoss entstand 1723, vermutlich unter der Leitung von Giovan Battista Bettoli. Sie hat eine besondere Decke mit doppeltem Gewölbe, dessen unteres perforiert ist und von der Kirche Sant’Antonio Abate stammt, die von Ferdinando Galli da Bibiena ausgeschmückt wurde. In ihrem Inneren ist der wertvolle Umhang der Maria der unbefleckten Empfängnis erhalten.

#### Cappella di San Giuseppe (dt.: Josefskapelle)
Die kleine Kapelle im ersten Obergeschoss wurde 1760 eingebaut.

#### Cappella della Madonna di Savona (dt.: Kapelle der Mutter Gottes von Savona)
Die kleine Kapelle im ersten Obergeschoss wurde 1856 geschaffen.

#### Cappella Maggiore (dt.: Größere Kapelle)
Die große Kapelle im ersten Obergeschoss wurde gleichzeitig mit dem Bau des Palastes geschaffen und 1821 auf Betreiben der Prinzessin Maria Antonia von Bourbon-Parma verschönert. Sie ist der Heiligen Ursula geweiht, liegt im Inneren eines rechteckigen Raumes mit Klostergewölbedecke, von dem aus sich drei große, gewölbte Fenster zum Hof hin öffnen. Sie hat keinen Chor, aber dafür eine Reihe von Holzständen entlang der Seitenwände, die 1821 vollständig von Timoteo Cocchi und Angelo Azzi mit Landschaftsszenen und einer falschen, gemalten Balustrade bemalt wurden. In ihrem Inneren ist ein wertvoller klassizistischer Altar erhalten, ebenso wie die Reliquien zweier Märtyrer, die die Heilige Ursula begleiteten und einem Jesuskind, das 1723 Clemente Ruta malte.